# Frank (album d'Amy Winehouse)
Pour l’article homonyme, voir Frank.
Ne doit pas être confondu avec Frank (album de Squeeze).
Albums de Amy Winehouse
Back to Black
(2006)
Frank est le premier album de Amy Winehouse sorti en 2003.
Le succès du deuxième album d'Amy Winehouse a fait que l'album s'est vendu autour de 2 000 000 exemplaires dans le monde entier.

## Titres

### Édition originale
1. Intro / Stronger Than Me
2. You Sent Me Flying / Cherry
3. Know You Now
4. Fuck Me Pumps
5. I Heard Love Is Blind
6. Moody's Mood for Love / Teo Licks
7. (There Is) No Greater Love
8. In My Bed
9. Take the Box
10. October Song
11. What Is It About Men
12. Help Yourself
13. Amy Amy Amy / Outro

### Édition deluxe: volume 2
1. Take the Box (Original demo)
2. I Heard Love Is Blind (Original demo)
3. Someone to Watch Over Me (Original demo)
4. What It Is (Original demo)
5. Teach Me Tonight (Hootenanny)
6. 'Round Midnight (B-Side)
7. Fool's Gold (B-Side)
8. Stronger Than Me (Later with Jools Holland)
9. I Heard Love Is Blind (Live at the Concorde, Brighton)
10. Take the Box (Live at the Concorde, Brighton)
11. In My Bed (Live at the Concorde, Brighton)
12. Mr Magic (Through the Smoke) (Janice Long session)
13. (There Is) No Greater Love (Janice Long session)
14. Fuck Me Pumps (MJ Cole mix)
15. Take the Box (Seijis Buggin' mix)
16. Stronger Than Me (Harmonic 33 mix)
17. In My Bed (CJ mix)

## Charts mondiaux
| Pays             | Meilleure position | Certification |         |
| ---------------- | ------------------ | ------------- | ------- |
| Allemagne        | 12                 | Platine       | 400 000 |
| Australie        | 66                 |               |         |
| Autriche         | 7                  |               |         |
| Belgique         | 35                 | Or            | 25 000  |
| Canada           | 66                 |               |         |
| Danemark         | 16                 | Or            | 25 000  |
| Espagne          | 6                  | Or            | 40 000  |
| États-Unis       | 33                 |               | 240 000 |
| France           | 9                  | Or            | 125 000 |
| Grèce            | 26                 |               |         |
| Irlande          | 28                 |               |         |
| Italie           | 19                 | Or            | 40 000  |
| Nouvelle-Zélande | 25                 |               |         |
| Pays-Bas         | 68                 |               |         |
| Pologne          | 14                 | Or            | 10 000  |
| Portugal         | 11                 |               |         |
| Royaume-Uni      | 13                 | 2x Platine    | 700 000 |
| Suisse           | 20                 | Platine       | 30 000  |